# ندلکووو
ندلکووو (به بلغاری: Nedelkovo) روستایی در بلغارستان است که در استان پرنیک واقع شده‌است. ندلکووو ۶۸ نفر جمعیت دارد و ۹۲۳ متر بالاتر از سطح دریا واقع شده‌است.